# بنی سهیلا
بنی سهیلا (به لاتین: Bani Suheila) یک شهر در نوار غزه است که در استان خان یونس واقع شده‌است.

## خصوصیات
بنی سهیلا ۳۳٬۷۶۷ نفر جمعیت دارد.